# Bundukia nigra
Genre
Espèce
Bundukia nigra, unique représentant du genre Bundukia, est une espèce d'opilions laniatores de la famille des Assamiidae.

## Distribution
Cette espèce est endémique de Tanzanie. Elle se rencontre dans les monts Uluguru.

## Description
Le mâle holotype mesure 4,5 mm.

## Publication originale
- Lawrence, 1962 : « LXXIV.- Opiliones. Resultats scientifiques des missions zoologiques de l`IRSAC en Afrique orientale. » Annales du Musée Royal de l'Afrique Centrale, Sciences Zoologiques, vol. 110, p. 9–89.